# DeSean Jackson
Pour les articles homonymes, voir Jackson.
(en) Statistiques sur pro-football-reference
DeSean Jackson, né le 1er décembre 1986 à Long Beach en Californie, est un joueur professionnel américain de football américain jouant au poste de wide receiver.
Issu des Golden Bears de la Californie au niveau universitaire, il est sélectionné par la franchise des Eagles de Philadelphie au deuxième tour lors de la draft 2008 de la NFL. Après six saisons avec les Eagles, il rejoint en 2013 les Redskins de Washington puis les Buccaneers de Tampa Bay en 2017. Il retourne par la suite avec les Eagles en 2019 et 2020 avant d'être transféré chez les Rams de Los Angeles et les Raiders de Las Vegas en 2021 et les Ravens de Baltimore en 2022.
Il est agent libre en 2023.
Jackson a été sélectionné pour trois Pro Bowls. Il devient le premier joueur de la NFL à être sélectionné à un Pro Bowl lors de la même année pour deux postes différents (wide receiver et spécialiste des retours) et ce à l'occasion du Pro Bowl 2010.

## Biographie

### Golden Bears de la Californie (NCAA)
Né à Los Angeles, il fait ses études à l'université de Californie à Berkeley. Entre 2005 et 2007, il joue pour les Golden Bears de la Californie où il remporte en 2006 le Randy Moss Award (de). 
En école secondaire (high school), il avait remporté le Glenn Davis Award (en) en 2004 et le Pete Dawkins Trophy (en) en 2005 alors qu'il jouait pour la Long Beach Polytechnic High School (en).

### Eagles de Philadelphie (2008-2013)
Il est sélectionné en 49e choix global lors du deuxième tour de la 2008 par les Eagles de Philadelphie. Il est affecté notamment aux retours de bottés (punt returner) et s'impose également comme un très bon receveur au sein de la National Football League (NFL). Il est sélectionné plusieurs fois pour le Pro Bowl (en 2009, 2010 et 2013) et termine notamment la saison 2013 avec un total de 1 332 yards en réception.

### Redskins de Washington (2014-2016)

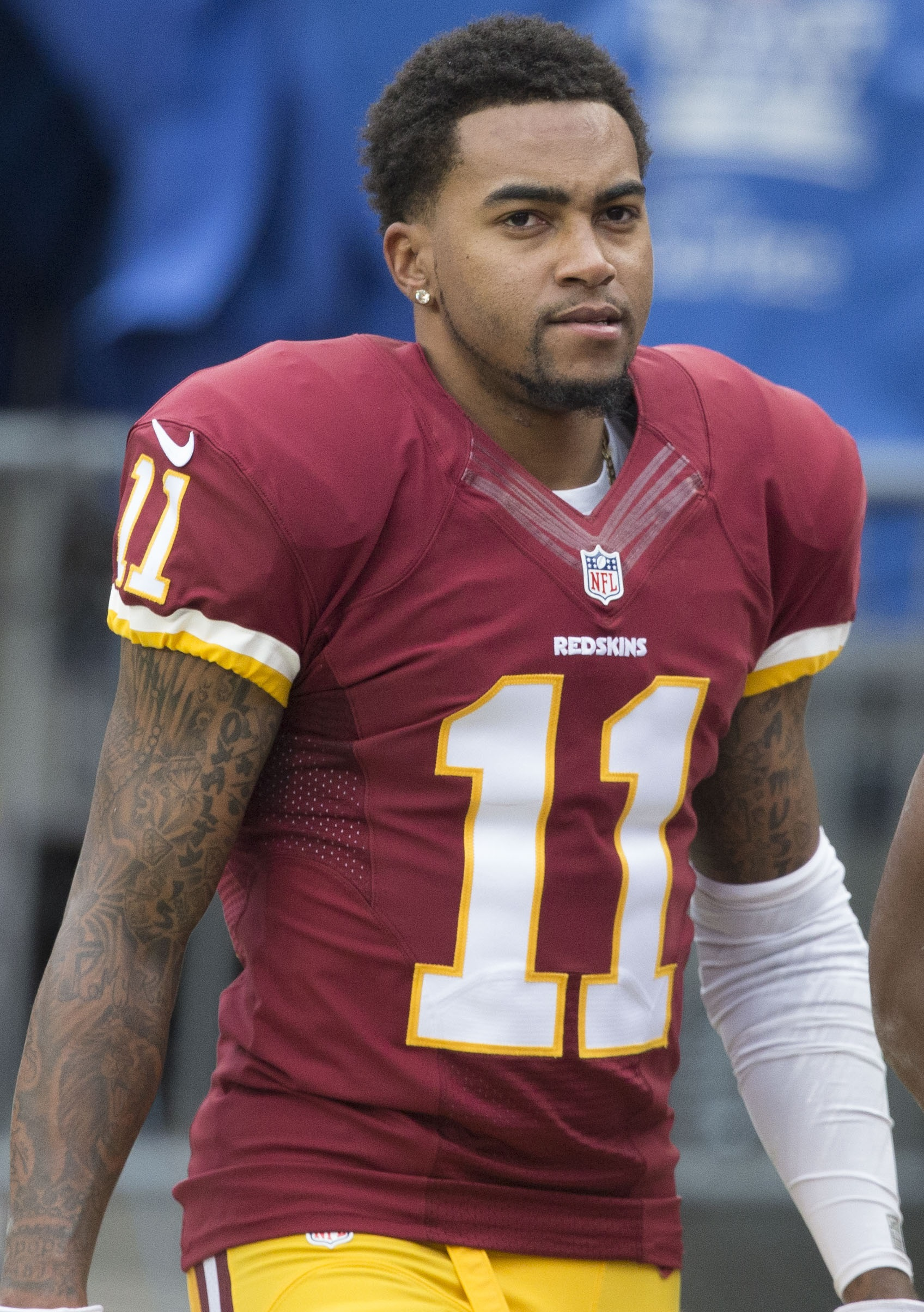
DeSean Jackson en 2014

Après six ans passés chez les Eagles de Philadelphie, l'équipe le libère en mars 2014, pour des raisons relationnelles. Le 2 avril 2014, il s'engage pour un contrat de trois ans avec la franchise des Redskins de Washington.

### Buccaneers de Tampa Bay (2017-2018)
Le 9 mars 2017, Jackson signe un contrat de trois ans pour un montant de 33,5 millions de $ avec la franchise des Buccaneers de Tampa Bay. Le 24 septembre, Jackson inscrit son premier touchdown pour les Buccaneers lors du match contre les Vikings du Minnesota. Le 5 octobre, il réussit cinq réceptions pour un gain cumulé de 106 yards lors de la défaite 14-19 contre des Patriots de la Nouvelle-Angleterre. Pour la saison 2017, il enregistre un total de 50 réceptions pour un gain global de 668 yards tout en inscrivant trois touchdowns en réception.
Le 9 septembre 2018, lors du premier match de la saison des Buccaneers et la victoire 48 à 40 contre les Saints de La Nouvelle-Orléans, Jackson réussit cinq réceptions pour un gain de 146 yards tout en inscrivant 2 touchdowns. Il s'agit de la deuxième fois de sa carrière qu'il inscrit deux touchdowns (de 58 et 36 yards). Il quitte néanmoins le match à la suite d'une commotion cérébrale. Son touchdown de 58 yards est le 50e de sa carrière à plus de 50 yards, ce qui le classe troisième de l'histoire de la NFL derrière Randy Moss (29) et Jerry Rice (37). Il dépasse également les 100 yards en 2e semaine contre les Eagles de Philadelphie (129 yards et un touchdown) et en 4e semaine contre les Bears de Chicago (112 yards). Lorsque les Buccaneers arrivent en semaine de repos, il est provisoirement classé 7e de la NFL en yards gagnés à la réception et 1er en moyenne de yards gagnés par réception (24,9) ,. Sa production diminue considérablement par la suite. Lors des sept matchs suivants, il ne réussit en moyenne par match que trois réceptions pour un gain de 47 yards. À la suite d'une blessure au tendon d'Achille qui le contraint moins de temps de jeu, il n'inscrit plus qu'un seul touchdown en réception (même s'il inscrit également un touchdown à la course lors du match contre les Browns de Cleveland en 7e semaine). Malgré cette décevante fin de saison, Jackson, qui est alors âgé de 32 ans, termine la saison 2018 avec 41 réceptions pour un gain cumulé de 774 yards ce qui le classe pour la 4e fois de sa carrière premier de la ligue en moyenne de yards gagnés par réception (avec 18,9 yards),.

### Eagles de Philadelphie (2019-2020)

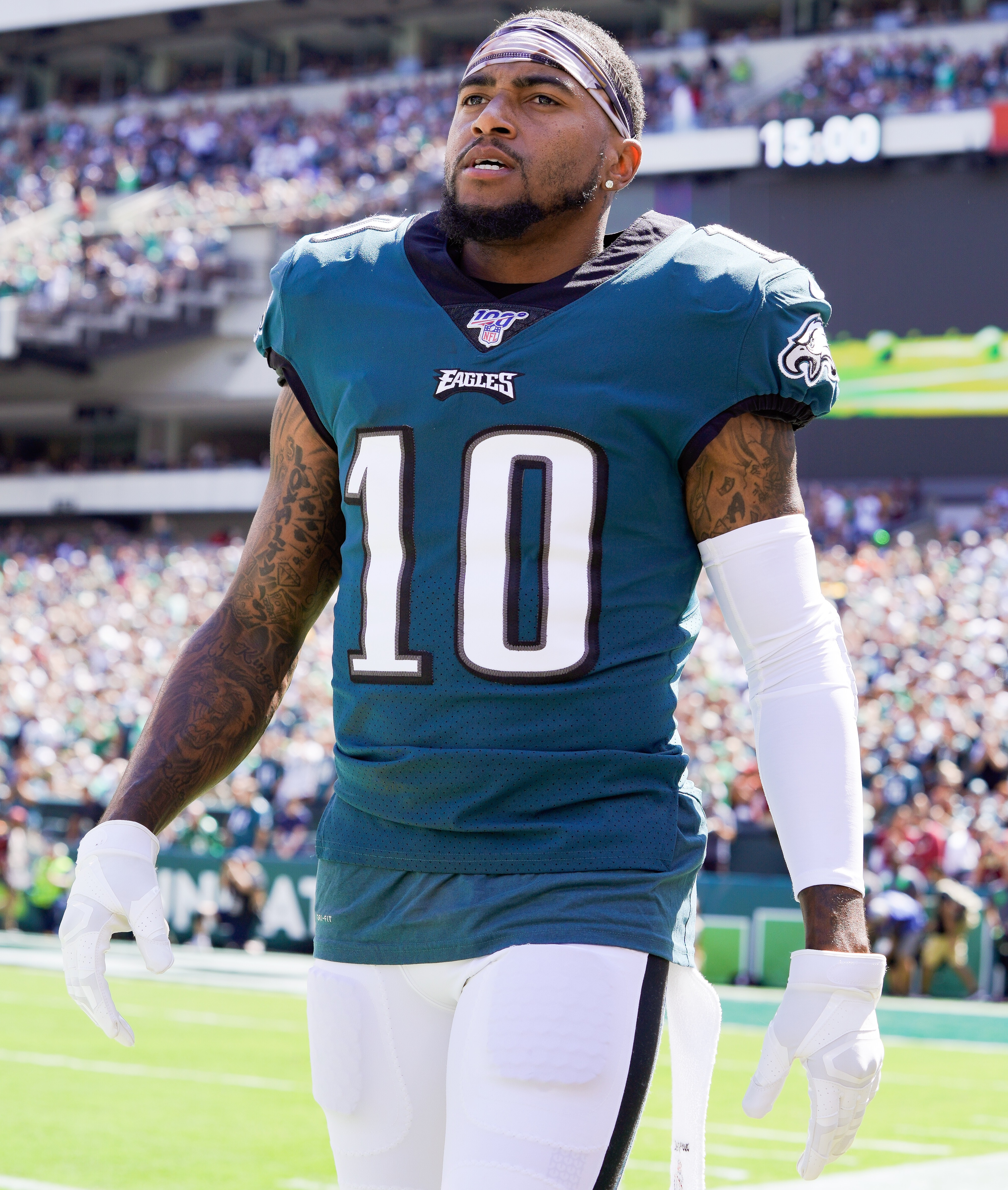
Desean Jackson avec les Eagles en 2019.

Le 13 mars 2019, il est échangé et revient chez les Eagles de Philadelphie. Jackson fait son retour en 1re semaine contre une autre de ses anciennes équipes, les Redskins de Washington. Il y réussit 8 réceptions pour un gain de 154 yards tout en inscrivant 2 touchdowns (victoire des Eagles 32 à 27). Il subit une chirurgie des muscles du tronc le 5 novembre et est placé sur la liste des réservistes blessés. Il est réactivé le 26 décembre 2020 . Lors de la 16e semaine contre Dallas (victoire 37-17), Jackson inscrit un touchdown de 81 yards à la suite d'une réception de passe du QB Jalen Hurts. Il est libéré par la franchise le 19 février 2021.

### Rams de Los Angeles (2021)
Jackson signe avec la franchise des Rams de Los Angeles le 31 mars 2021. Il inscrit son premier touchdown (75 yards) pour les Rams en 3e semaine lors du match contre les Buccaneers à la suite d'une réception d'une passe de son QB Matthew Stafford. Le 2 novembre Jackson est libéré à sa demande par les Rams. L'équipe remporte le Super Bowl LVI permettant à Jackson de recevoir sa première bague de Super Bowl
.

### Raiders de Las Vegas
Le 8 novembre 2021, Jackson signe avec les Raiders de Las Vegas. Lors du match en 12e semaine contre les Cowboys de Dallas (victoire 36-33), il effectue trois réceptions pour un gain cumulé de 102 yards et inscrit un touchdown.
En fin de saison 2021, Jackson a finalement cumulé 20 réceptions pour un total de 454 yards et deux touchdowns

### Ravens de Baltimore
Le 8 octobre 2022, Jackson signe chez Ravens de Baltimore  où il intègre l'équipe d'entraînement. Il participe à son premier match de la saison en 9e semaine et en 12e semaine, contre les Jaguars de Jacksonville, réussit en fin de quatrième quart temps une réception de 62 yards qu'il transforme en touchdown. Il est libéré le 7 janvier 2023.

## Statistiques

### En NCAA
| Année       | Équipe                        | Statut      | MJ |     | Passes réceptionnées | Passes réceptionnées | Passes réceptionnées | Passes réceptionnées |       | Courses | Courses | Courses | Courses |
| Année       | Équipe                        | Statut      | MJ | Nb. | Yards                | Moy.                 | TD                   | Nb.                  | Yards | Moy.    | TD      |         |         |
| 2005        | Golden Bears de la Californie | Fr.         | 11 | 38  | 601                  | 13,8                 | 7                    | 8                    | 48    | 6,0     | 0       |         |         |
| 2006        | Golden Bears de la Californie | So.         | 13 | 59  | 1 060                | 18,0                 | 9                    | 5                    | 19    | 3,8     | 0       |         |         |
| 2007        | Golden Bears de la Californie | Jr.         | 12 | 65  | 762                  | 11,7                 | 6                    | 11                   | 132   | 12,0    | 1       |         |         |
| Totaux NCAA | Totaux NCAA                   | Totaux NCAA | 36 | 162 | 2 423                | 15,0                 | 22                   | 24                   | 199   | 8,3     | 1       |         |         |

### En NFL
| Année      | Équipe                  | MJ  |     | Passes réceptionnées | Passes réceptionnées | Passes réceptionnées | Passes réceptionnées |       | Courses | Courses | Courses | Courses |  | Fumbles | Fumbles |
| Année      | Équipe                  | MJ  | Nb. | Yards                | Moy.                 | TD                   | Nb.                  | Yards | Moy.    | TD      | Nb.     | Perdus  |  |         |         |
| 2008       | Eagles de Philadelphie  | 16  | 62  | 0912                 | 14,7                 | 2                    | 17                   | 096   | 05,6    | 1       | 4       | 2       |  |         |         |
| 2009       | Eagles de Philadelphie  | 15  | 62  | 1 156                | 18,6                 | 9                    | 11                   | 137   | 12,5    | 1       | 3       | 1       |  |         |         |
| 2010       | Eagles de Philadelphie  | 14  | 47  | 1 056                | 22,5                 | 6                    | 16                   | 104   | 06,5    | 1       | 4       | 1       |  |         |         |
| 2011       | Eagles de Philadelphie  | 15  | 58  | 0961                 | 16,6                 | 4                    | 07                   | 041   | 07,9    | 0       | 1       | 1       |  |         |         |
| 2012       | Eagles de Philadelphie  | 11  | 45  | 0700                 | 15,6                 | 2                    | 03                   | -07   | -2,3    | 0       | 1       | 0       |  |         |         |
| 2013       | Eagles de Philadelphie  | 16  | 82  | 1 332                | 16,2                 | 9                    | 03                   | 02    | 00,7    | 0       | 1       | 0       |  |         |         |
| 2014       | Redskins de Washington  | 15  | 56  | 1 169                | 20,9                 | 6                    | 04                   | 07    | 01,8    | 0       | 0       | 0       |  |         |         |
| 2015       | Redskins de Washington  | 09  | 30  | 0528                 | 17,6                 | 4                    | 0                    | 0     | 00,0    | 0       | 1       | 1       |  |         |         |
| 2016       | Redskins de Washington  | 15  | 56  | 1 005                | 17,9                 | 4                    | 0                    | 0     | 00,0    | 0       | 0       | 0       |  |         |         |
| 2017       | Buccaneers de Tampa Bay | 14  | 50  | 0668                 | 13,4                 | 3                    | 03                   | 038   | 12,7    | 0       | 0       | 0       |  |         |         |
| 2018       | Buccaneers de Tampa     | 12  | 41  | 0774                 | 18,9                 | 4                    | 06                   | 029   | 04,8    | 1       | 0       | 0       |  |         |         |
| 2019       | Eagles de Philadelphie  | 03  | 09  | 0159                 | 17,7                 | 2                    | 0                    | 0     | 00,0    | 0       | 0       | 0       |  |         |         |
| 2020       | Eagles de Philadelphie  | 05  | 14  | 0236                 | 16,9                 | 1                    | 01                   | 012   | 12,0    | 0       | 0       | 0       |  |         |         |
| 2021       | Rams de Los Angeles     | 07  | 08  | 0221                 | 24,6                 | 1                    | 0                    | 0     | 00,0    | 0       | 0       | 0       |  |         |         |
| 2021       | Raiders de Las Vegas    | 09  | 12  | 0233                 | 19,4                 | 1                    | 01                   | 04    | 04,0    | 0       | 1       | 1       |  |         |         |
| 2022       | Ravens de Baltimore     | 07  | 09  | 0153                 | 17,0                 | 0                    | 0                    | 0     | 00,0    | 0       | 0       | 0       |  |         |         |
| Totaux NFL | Totaux NFL              | 183 | 641 | 11 263               | 17,6                 | 58                   | 72                   | 463   | 6,4     | 4       | 16      | 7       |  |         |         |

| Saison | Équipe                  |     | Retour de Punts | Retour de Punts | Retour de Punts |       | Retour de Kickoffs | Retour de Kickoffs | Retour de Kickoffs |
| Saison | Équipe                  | Nb. | Yards           | TD              | Nb.             | Yards | TD                 |                    |                    |
| 2008   | Eagles de Philadelphie  | 50  | 440             | 1               | 1               | 12    | 0                  |                    |                    |
| 2009   | Eagles de Philadelphie  | 29  | 441             | 2               | 1               | 0     | 0                  |                    |                    |
| 2010   | Eagles de Philadelphie  | 20  | 231             | 1               | 0               | 0     | 0                  |                    |                    |
| 2011   | Eagles de Philadelphie  | 17  | 114             | 0               | 1               | 07    | 0                  |                    |                    |
| 2012   | Eagles de Philadelphie  | 01  | -03             | 0               | 0               | 0     | 0                  |                    |                    |
| 2013   | Eagles de Philadelphie  | 14  | 071             | 0               | 1               | 10    | 0                  |                    |                    |
| 2014   | Redskins de Washington  | 01  | 0               | 0               | 0               | 0     | 0                  |                    |                    |
| 2015   | Redskins de Washington  | 02  | -05             | 0               | 1               | 08    | 0                  |                    |                    |
| 2018   | Buccaneers de Tampa Bay | 05  | 024             | 0               | 0               | 0     | 0                  |                    |                    |
| 2019   | Eagles de Philadelphie  | 0   | 0               | 0               | 0               | 0     | 0                  |                    |                    |
| 2020   | Eagles de Philadelphie  | 01  | 02              | 0               | 0               | 0     | 0                  |                    |                    |
| Total  | Total                   | 140 | 1 315           | 4               | 5               | 37    | 0                  |                    |                    |

| Année      | Équipe                 | MJ |     | Passes réceptionnées | Passes réceptionnées | Passes réceptionnées | Passes réceptionnées |       | Courses | Courses | Courses | Courses |  | Fumbles | Fumbles |
| Année      | Équipe                 | MJ | Nb. | Yards                | Moy.                 | TD                   | Nb.                  | Yards | Moy.    | TD      | Nb.     | Perdus  |  |         |         |
| 2008       | Eagles de Philadelphie | 3  | 11  | 207                  | 18,8                 | 1                    | 1                    | 2     | 2       | 0       | 1       | 1       |  |         |         |
| 2009       | Eagles de Philadelphie | 1  | 03  | 014                  | 04,7                 | 1                    | 0                    | 0     | 0       | 0       | 0       | 0       |  |         |         |
| 2010       | Eagles de Philadelphie | 1  | 02  | 047                  | 23,5                 | 0                    | 0                    | 0     | 0       | 0       | 0       | 0       |  |         |         |
| 2013       | Eagles de Philadelphie | 1  | 03  | 053                  | 17,7                 | 0                    | 0                    | 0     | 0       | 0       | 0       | 0       |  |         |         |
| 2015       | Redskins de Washington | 1  | 02  | 017                  | 08,5                 | 0                    | 0                    | 0     | 0       | 0       | 0       | 0       |  |         |         |
| 2021       | Rams de Los Angeles    | 1  | 01  | 026                  | 26,0                 | 0                    | 0                    | 0     | 0       | 0       | 0       | 0       |  |         |         |
| Totaux NFL | Totaux NFL             | 8  | 27  | 364                  | 16,5                 | 1                    | 1                    | 2     | 2       | 0       | 1       | 1       |  |         |         |

| Saison | Équipe                 |     | Retour de Punts | Retour de Punts | Retour de Punts |       | Retour de Kickoffs | Retour de Kickoffs | Retour de Kickoffs |
| Saison | Équipe                 | Nb. | Yards           | TD              | Nb.             | Yards | TD                 |                    |                    |
| 2008   | Eagles de Philadelphie | 7   | 122             | 0               | 0               | 0     | 0                  |                    |                    |
| 2009   | Eagles de Philadelphie | 2   | 09              | 0               | 0               | 0     | 0                  |                    |                    |
| 2010   | Eagles de Philadelphie | 1   | 014             | 0               | 0               | 0     | 0                  |                    |                    |
| 2013   | Redskins de Washington | 1   | 029             | 0               | 0               | 0     | 0                  |                    |                    |
| Total  | Total                  | 11  | 174             | 0               | 0               | 0     | 0                  |                    |                    |

## Vie privée
Jackson est le fils de Bill et Gayle Jackson. Byron, son frère aîné, est un wide receiver ayant joué en NCAA avec les Spartans de San Jose State et en NFL pendant deux années en équipes spéciales chez les Chiefs de Kansas City. Son père a été hospitalisé pour un cancer du pancréas lors de l'épopée des Eagles en playoffs 2009. Il décède le 14 mai 2009. Jackson réside actuellement à Moorestown dans le New Jersey. Ila fait la couverture du jeu NCAA Football 09 de PlayStation 2. Jackson a participé et remporté en avril 2011 l'émission de télévision Hole in the Wall (en).

### Controverse
Le 6 juillet 2020, Jackson publie un message sur la plateforme Instagram qui contient une fausse citation d'Adolf Hitler : « Because the white Jews knows that the Negroes are the real Children of Israel and to keep Americas secret the Jews will blackmail America. They will extort America, their plan for world domination won't work if the Negroes know who they were... » (« Parce que les Juifs blancs savent que les nègres sont les vrais enfants d'Israël, et pour garder le secret des États-Unis, les Juifs feront chanter les États-Unis. Ils extorqueront les États-Unis, leur plan de conquête du monde échouera si les nègres savent qui ils étaient… »),. L'extrait comporte également le passage « Hitler was right » (« Hitler avait raison »).
Toujours sur Instagram, Jackson publie plusieurs citations de Louis Farrakhan, qualifié d'extrémiste antisémite par le Southern Poverty Law Center, dans lesquelles ce dernier accusait le Dr. Anthony Fauci et Bill Gates de vouloir « dépeupler la Terre » avec un vaccin contre le coronavirus. Jackson supprime ensuite les publications en question et présente ses excuses. Après l'incident, il s'entretient avec des membres importants de la communauté juive de Philadelphie, dont le rabbin Doniel Grodnitzky de Chabad Young Philly, Michael G. Rubin (en) (copropriétaire des 76ers de Philadelphie) et David J. Adelman (en) (président de la fondation pour le souvenir de l'Holocauste de Philadelphie).